# Ilorin

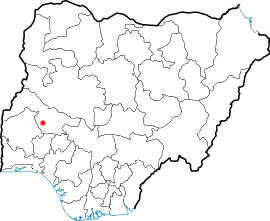
Localização de Ilorin.

Ilorin é a capital do estado de Kwara, na parte oeste da Nigéria. Apesar de Ilorin ser classificada como zona geopolítica Norte-Centro, a cidade é considerada uma cidade Yoruba por todos os padrões históricos e sociológicos. De acordo com o censo de 2006, tinha uma população de 777.667, tornando-se a sétima maior cidade pela população na Nigéria.